# Suzuki RG
Con la sigla RG la casa motociclistica giapponese Suzuki ha contrassegnato, tra il 1977 e il 1982, una serie di motociclette prodotte in diverse cilindrate tra i 50 e i 250 cm³. Si trattava di moto piuttosto semplici, sprovviste di carenatura e destinate all'uso quotidiano; vennero integrate e sostituite dalle versioni RG Gamma destinate peraltro ad un pubblico maggiormente sportivo.

## I modelli
RG 50
Il 50 è il modello sportivo stradale nella cilindrata più bassa; è entrato in produzione nel 1977 anticipando di un anno il modello 125. È stato poi prodotto fino al 1982. Nel 1979 le versioni si ampliarono aggiungendo al nome la lettera "E" per quelle dotate anche di cerchi in lega e la lettera "T" per quelle con impronta più turistica e dotati anche di portapacchi.
RG 125 e RG 185
Versioni prodotte dal 1978 al 1980 la prima e solo nel 1978 la seconda. Come per il modello di cilindrata inferiore, della 125 venne resa disponibile nel 1979 la versione E con cerchi in lega.
RG 250
La RG 250 è la versione di maggiore cilindrata, in produzione dal 1978 e dall'anno successivo solo in versione E.